# Kobyla Miejska
Kobyla Miejska [kɔˈbɨla ˈmʲɛi̯ska] es un pueblo ubicado en el distrito administrativo de Gmina Szadek, dentro del Condado de Zduńska Wola, Voivodato de Łódź, en Polonia central. Se encuentra aproximadamente a 4 kilómetros al noroeste de Szadek, a 14 kilómetros al norte de Zduńska Wola, y a 38 kilómetros al oeste de la capital regional Łódź.